# Gran hambruna griega
La gran hambruna griega (en griego: Λιμός) fue un período de hambruna masiva durante la ocupación de Grecia por el Eje (1941-1944), durante la Segunda Guerra Mundial. La población local sufrió enormemente durante este período, mientras que las Potencias del Eje iniciaron una política de saqueo a gran escala. Las requisas, junto con el bloqueo aliado, el estado ruinoso de la infraestructura del país tras la invasión alemana de Grecia y el surgimiento de un poderoso y bien conectado mercado negro, resultaron en la Gran Hambruna, cuya tasa de mortalidad alcanzó su punto máximo durante el invierno de 1941-1942. 
El sufrimiento humano resultante y la consiguiente presión de la diáspora griega finalmente obligaron a la Marina Real a levantar parcialmente el bloqueo. Hasta finales de 1941, Kızılay (Media Luna Roja Turca)  y en el verano de 1942, la Cruz Roja Internacional  lograron distribuir suministros en cantidades suficientes con la ayuda financiera y el apoyo de varias organizaciones humanitarias extranjeras y con sede en Grecia. La situación se mantuvo grave hasta el fin de la ocupación nazi y se prolongó, aunque a pequeña escala, hasta el final de la guerra  .